# Águila (heráldica)
El águila es una figura heráldica natural empleada desde las Cruzadas. Resultante del águila romana, restituida por Carlomagno, deviene el símbolo del imperio y gana una segunda cabeza al momento de la fusión entre el Imperio de Oriente y el Imperio de Occidente. La concurrencia con el león es bastante significativa, y se puede usar para marcar supremacía: ella puede reinar las mismas zonas que el león, mientras que el último no tiene ningún poder en los aires, que se vuelve automáticamente un mundo superior.

## Representación

Arriba: Águilas heráldicas bicéfalas. Abajo: Águilas heráldicas monocéfalas.
1 y 2 : Águila del Imperio Español · 3 : Águila del Imperio Bizantino · 4 : Águila del Sacro Imperio Romano Germánico · 5 : Águila del Imperio Ruso · 6 : Águila de Saladino · 7: Águila de Bogotá · 8 : Águila del Nuevo Reino de Granada · 9 : Águila del Imperio Alemán · 10 : Águila de la República de las Dos Naciones.

El águila "normal" está representada de frente, patas y plumas de la cola apartadas, alas abiertas y plumas desplegadas (se dice vuelo explayado) y cabeza de perfil, viendo a diestra, como lo debe hacer todo animal heráldicamente correcto.
El águila heráldica tiene las patas desguarnecidas, frecuentemente rojas (de gules), semejando más un halcón de caza que a un águila natural, que tiene las patas cubiertas de plumas hasta las garras (forma que el águila rencontrará en el Primer y Segundo Imperio Francés)

## Atributos
El águila ha sido más utilizada en las armas en las regiones del centro y del este de Europa y no ha tenido la misma difusión que el león en las regiones más occidentales. Por lo mismo, no ha tenido la misma banalización. Es sin duda por esta razón que las variantes son menos numerosas:
- El águila bicéfala (fig. 1), nacida de la reunión de los dos imperios romanos, también creó una variante tricéfala efímera en 1229 de Federico II que pensaba adjuntar el reino de Jerusalén (fig. 2)
- El águila de la fig. 3 se blasona así: de plata (el campo es blanco) a una águila de gules (roja), al vuelo bajado (alas cuyas plumas caen), picada de sable (pico negro), lampasada de sinople (lengua verde), membrada de azur (patas azules), armada de oro (garras amarillas).

aunque teóricamente posible, las alas también abigarradas no existen desde hace mucho tiempo.
- Se la encuentra acompañada de accesorios, bastante frecuente coronada, o como en la fig. 4, nimbada de plata (auroleada de blanco, se dice también "diademada") teniendo una espada de lo mismo (blanca también).
- Puede estar mutilada: sin cabeza, será decapitada.

En Europa centro-oriental (Prusia, Brandeburgo, Silesia, etc.), el águila está provista de un Kleestengel, es decir de un semicírculo puesto para subrayar la estructura de las alas. Este semicírculo puede estar trebolado sin que sea blasonado. "De gules a una águila de plata, picada, lenguada, membrada, enlazada y coronada de oro, que es de Polonia".
El águila flambante atribuida a San Wenseslao: "de plata al águila de sable, membrada, picada, lenguada y flambante de gules, coronada de oro, que es de Bohemia (antiguo)".
Miembros de águilas
Se emplea a veces de manera separada las cabezas y las garras de las águilas. Las alas portan el nombre de vuelo cuando son dobles, de semivuelo cuando una sola está representada. Un ala terminada por una garra es un grifo alado.
Águila napoleónica
La heráldica napoleónica restableció un águila más cercana del modelo natural y del modelo romano, volante, o en todo caso levantando el vuelo, pero que se encuentra más bien en los adornos del escudo.
El águila al natural está representada de perfil y la cabeza de frente, como en las armerías de Napoleón. El águila adoptada por Napoleón I no tenía ningún carácter heráldica, está representada al natural siguiendo un diseño de Isabey tallado en las águilas de las tumbas de Cisconti, que semejan a las águilas de atril. En la heráldica del Imperio, los príncipes soberanos portan un jefe "de azur cargada de un águila de oro contornada, alas exployadas, montando un rayo de los mismo". Este blasón es el del Imperio.

## Variantes

### Águila bicéfala
El águila bicéfala es un mueble heráldico representado con dos cabezas. Esta aparece inicialmente en la heráldica bizantina; representando la cabeza izquierda la ciudad de Roma y la cabeza derecha la ciudad de Constantinopla, ya que ellos se veían a sí mismos como herederos del Imperio romano y estas serían sus capitales en oriente y occidente. Después de la coronación de Segismundo de Luxemburgo como Emperador del Sacro Imperio Romano Germánico en 1433 cuando, por influencia bizantina, el águila bicéfala empezó a figurar en la heráldica de los emperadores y por tanto en sus estandartes. El águila bicéfala fue adoptada por Iván III de Rusia después de casarse con la princesa bizantina Sofía Paleóloga en 1472, cuyo tío Constantino XI fue el último Emperador bizantino. Utilizada como ornamento exterior, la águila bicéfala sirve de soporte; como es el caso del Escudo del Imperio austríaco.
| Blasón | Descripción |
| ------ | --- |
|        | Imperio bizantino Campo de gules con un águila bicéfala al vuelo abajado de oro, picada, membrada y lampasada de gules con el sympilema de la dinastía Paleólogo colgando al centro y sus cabezas coronadas por una corona imperial. |
|        | Sacro Imperio Romano Germánico Campo de oro con un águila exployada de sable, picada, membrada y lampasada de gules. |
|        | Federación Rusa Campo de gules con un águila bicéfala de oro, con las alas desplegadas. Sobre su pecho se encuentra el escudo de Moscú, el cual también presenta un campo de gules donde se sitúa un jinete de argén con una capa de azur, montado sobre un caballo también de plata, matando con su lanza a un dragón de color sable. Tradicionalmente, el jinete representa a San Jorge. El águila sostiene en sus garras un orbe y un cetro, y sus cabezas están coronadas cada una con coronas imperiales, y entre estas se sitúa otra similar pero de mayor tamaño, unidas las tres por una cinta. |
|        | Imperio austríaco Un águila bicéfala, representada de sable y explayada. Sobre el pecho del águila figuran el antiguo blasón de la Casa de Habsburgo - un león rampante de gules en un campo de oro -, las armas del Archiducado de Austria y del Ducado de Lorena - una banda heráldica cargada con tres águilas de argén -. El escudo situado sobre el pecho del águila se encontraba rodeado del collar de la Orden del Toisón de Oro. Las dos cabezas del águila se encuentran coronadas con las habituales coronas reales heráldicas, cerradas con ocho diademas (cinco a la vista). El águila sostiene en su garra derecha una espada y el cetro de Austria y con la izquierda el orbe. En el timbre heráldico figuraba la Corona Imperial Austríaca, creada para Rodolfo II. |
|        | Montenegro Tenante: Un águila bicéfala aparece sosteniendo en su garra diestra un cetro con cruz totalmente en oro y en su garra siniestra una orbe de azur con cruz, cintura y cruzado de oro. Armado y linguado de gules. Timbrada con una corona de oro. Blasón: De azur, una base de sinople con un león pasante de oro linguado de gules y una bordura de oro. |
|        | Albania Águila bicéfala de sable sobre un campo de gules surmontada por el casco de Skanderbeg de oro. |
|        | Sarrewerden Campo de sable con un águila bicéfala exployada de argen; picada y membrada en oro y lampasada de gules. |

### Águila exployada
Este término es frecuentemente utilizado como sinónimo de bicéfalo, lo que no hace sino presentar problemas. Es el caso de autores como O'Kelly, Duhoux de Argicourt, I.B. Riestap, Ch de Grandmaison entre otros. Por esta razón, es mejor evitar el término: "al vuelo abajado" siendo la posición por la que se blasona de principio, y utilizar el término incuestionable de "bicéfalo" para la doble cabeza.

### Semiáguila
Cuando el águila está partida en dos en un semipartido, una costumbre gráfica consiste en no cortar la cabeza ni el cuello, que aparecen despejados, aunque no se sabe si se trata de un águila normal o bicéfala. Es el caso de numerosos blasones frisones, teniendo una semiáguila en la mitad derecha. El caso se complica cuando ésta está en la mitad siniestra, donde se puede preguntar no solamente si se trata de una bicéfala o de una cabeza simple pero contorneada.

### Aguilón
El águila joven, en número y desprovista de patas y de pico se llama aguilón. Muy antiguamente (siglo XI), se le llamaba
L'aigle jeune, en nombre et dépourvue de pattes et de bec s'appelle un alérion. "De plata a tres aguilones de gules".
Los aguilones difieren de las merletas en que sus alas están extendidas.

### Aguileta
En número y reducidas, las águilas toman el nombra de aguiletas. Contrariamente a los aguilones, las aguiletas tienen pico y patas.
a) Nombre dado a las águilas puestas en número sobre un escudo. Las aguiletas están en número de tres a menos.
b) Se llama también aguileta a un águila sola cuando sirve de pieza secundaria, puesta sobre una pieza honorable o no ocupando la parte principal del escudo. "De plata a cinco aguiletas de gules".
La Trémoille porta de oro al chevrón de gules, acompañado de tres aguiletas de azur, picadas y membradas de gules.

### Arpía y grifo
El águila ha creado algunas figuras monstruosas entre las cuales están la arpía y el grifo; este último está compuesto igualmente de elementos del concurrente real del águila, el león.
Para especificar mejor a la arpía, la cabeza y el pecho son presentados al natural, o de algún otro color (arpía de oro con el pecho de gules).

### Águila – La forma femenina
La forma femenina "águila" (en lugar de águila (unicéfala)) es una peculiaridad de la nomenclatura heráldica checa.

### El águila flamígera
Un caso especial del águila es el águila flamígera, que aparece en el escudo de armas de la dinastía principesca y real Premislidas que gobernó Bohemia y Moravia, a veces también llamada Águila de San Wenceslao (svatováclavská en checo). También aparece en los emblemas de algunas ciudades.

## Armorial de águilas
Armas simples en las cuales figuran águilas:

(abreviaciones utilizadas: P para picada, M para membrada, L para lenguada, G para gules, Pl para Plata)
Águilas simples
| Campo | Águila               | Atributos & accesorios                                                                 | Blasón                                |
| Plata | Azur                 | P & M de oro, L de gules                                                               | Auschwitz                             |
| Plata | Azur                 | P, L & M de gules, cargada de un cruasán ajedrezado de gules y de oro                  | Eslovenia                             |
| Plata | Azur                 | P, L & M de gules, coronada de oro, cargada de un cruasán ajedrezado de gules y de oro | Ducado de Krain (Eslovenia & Croacia) |
| Plata | Gules                | P & M de oro, cargada de dos semicírculos trebolados de oro                            | Brandeburgo                           |
| Plata | Gules                | P, L & M de oro                                                                        | Tirol                                 |
| Plata | Sable                | —                                                                                      | Argentan                              |
| Plata | Sable                | P, L, M & coronada de oro, teniendo sobre su espalda una cruz de procesión de lo mismo | Tchernigov                            |
| Plata | Sable                | P, L, M de gules                                                                       | Sicilia - Hohenstaufen                |
| Plata | Sable                | P, L, M y flambante de gules, coronada de oro                                          | Bohemia primitivo                     |
| Plata | Sable                | P, L, M, coronada y unida de oro                                                       | Prusia                                |
| Plata | Sable goteada de oro | P, M & unida de oro, lenguada de gules                                                 | Trente                                |
| Azur  | Plata                | P, L & M & coronada de oro                                                             | Modene                                |
| Azur  | Plata                | P, L & M & coronada de oro                                                             | Este                                  |
| Azur  | Ajedrezada Pl & G    | P, L, M de oro                                                                         | Moravia (antiguo)                     |
| Azur  | Ajedrezada Oro & G   | P, L, M & coronada de oro                                                              | Moravia (reciente)                    |
| Azur  | Oro                  | —                                                                                      | Alto Palatinado                       |
| Azur  | Oro                  | P, L & M de gules, teniendo una cruz, acompañada de un sol y de una luna               | Valaquia                              |
| Azur  | Oro                  | P, L & M de gules                                                                      | Friuli                                |
| Azur  | Oro                  | P, L & M de gules                                                                      | Cieszyn                               |
| Gules | Plata                | —                                                                                      | Tarentaise                            |
| Gules | Plata                | P, L & M, unida & coronada de oro                                                      | Polonia                               |
| Gules | Plata                | P & M de oro                                                                           | Aire-sur-la-Lys                       |
| Gules | Plata                | Coronada & M de oro                                                                    | Fráncfort del Meno                    |
| Gules | Plata                | Montando una banderolla...                                                             | Agen                                  |
| Oro   | Gules                | —                                                                                      | Zähringe                              |
| Oro   | Sable                | —                                                                                      | Savoya antiguo                        |
| Oro   | Sable                | P, L & M de gules, cargada de un cruasán montado de una cruz de plata                  | Silesia                               |
| Sable | Oro                  | —                                                                                      | Palatinado de Turingia                |

Águilas bicéfalas
| Campo | Águila | Atributos & accesorios                                             | Blasón            |
| Plata | Sable  | Montada de una corona de oro                                       | Tchernigov        |
| Gules | Plata  | P, L, M & Coronada de oro, dos flores de lis de oro bajo las patas | Nemanjić (Serbia) |
| Oro   | Sable  | P, L, M de gules & Coronada de oro                                 | Austria           |
| Oro   | Sable  | P, M & coronada de oro, L y armada de gules, un escudo en abismo…  | Táurica           |

La comuna suiza de Aigle y su distrito tienen una imagen inmediata para sus armas parlantes: cortado de sable y de oro a dos águilas, del uno en el otro.